# 朱常泩
嘉祥端莊王朱常泩（16世紀—？），明朝德藩第一代嘉祥王，德定王朱翊錧的嫡第四子。

## 生平
萬曆十年（1582年）四月，封嘉祥王。
朱常泩去世後，獲諡端莊。嫡第二子朱由橔後襲爵。

## 家庭

### 妻
- 孫氏，兵馬副指挥孫伯承女，萬曆二十年（1592年）四月冊為嘉祥王妃[3]。

### 子
- 嫡長子：夭折
- 嫡第二子：嘉祥王朱由橔[2]